# Discografia di Layzie Bone
Di seguito è illustrata la discografia del rapper statunitense Layzie Bone:

## Albums

### Sotto etichetta non indipendente
| Anno | Album                                                               | Posizioni in classifica | Posizioni in classifica |
| Anno | Album                                                               | U.S. Hot 100            | U.S. R&B                |
| ---- | ------------------------------------------------------------------- | ----------------------- | ----------------------- |
| 2001 | Thug by Nature - Pubblicazione: 20 marzo 2001 - Etichetta: Ruthless | 43                      | 17                      |

### Sotto etichetta indipendente
| Anno | Album                                                                                                 | Posizioni in classifica |
| Anno | Album                                                                                                 | U.S.                    |
| ---- | --- | ----------------------- |
| 2006 | Thug Brothers - Pubblicazione: 7 febbraio 2006 - Etichetta: Real Talk                                 | -                       |
| 2006 | The New Revolution - Pubblicazione: 22 agosto 2006 - Etichetta: Hi-Power/Thump                        | -                       |
| 2006 | Cleveland - Pubblicazione: 17 ottobre 2006 - Etichetta: Siccness                                      | -                       |
| 2007 | Startin' from Scratch: How a Thug Was Born - Pubblicazione: 24 luglio 2007 - Etichetta:Ghent/Mo Thugs | -                       |
| 2008 | Thugz Nation - Pubblicazione:4 marzo 2008 - Etichetta: Hi Power                                       | -                       |

### Compilation
| Anno | Album                                                                        | Posizioni in classifica |
| Anno | Album                                                                        | U.S.                    |
| ---- | ---------------------------------------------------------------------------- | ----------------------- |
| 2005 | It's Not a Game - Pubblicazione: 31 maggio 2005 - Etichetta: Cleopatra/X-Ray | 96                      |